# Verovering van Nederlands-Indië door Japan
De verovering van Nederlands-Indië door Japan in 1941 en 1942 was de verovering van Nederlands-Indië door troepen van het Japanse Keizerrijk in de eerste dagen van de oorlog in het Pacifisch Gebied tijdens de Tweede Wereldoorlog. De geallieerde macht probeerde tevergeefs de Indische eilanden te verdedigen. Nederlands-Indië werd onder andere aangevallen vanwege de grote hoeveelheid grondstoffen, zoals tin en aardolie, die van cruciaal belang waren voor de Japanse oorlogsindustrie. Japan zag zichzelf ook als bevrijder van de honderden miljoenen Aziaten die gebukt gingen onder vreemde overheersing. De inval en de daarop volgende drie jaar van Japanse bezetting speelde ook een cruciale rol in het einde van de heerschappij van Nederland in Indië. 

## Achtergrond

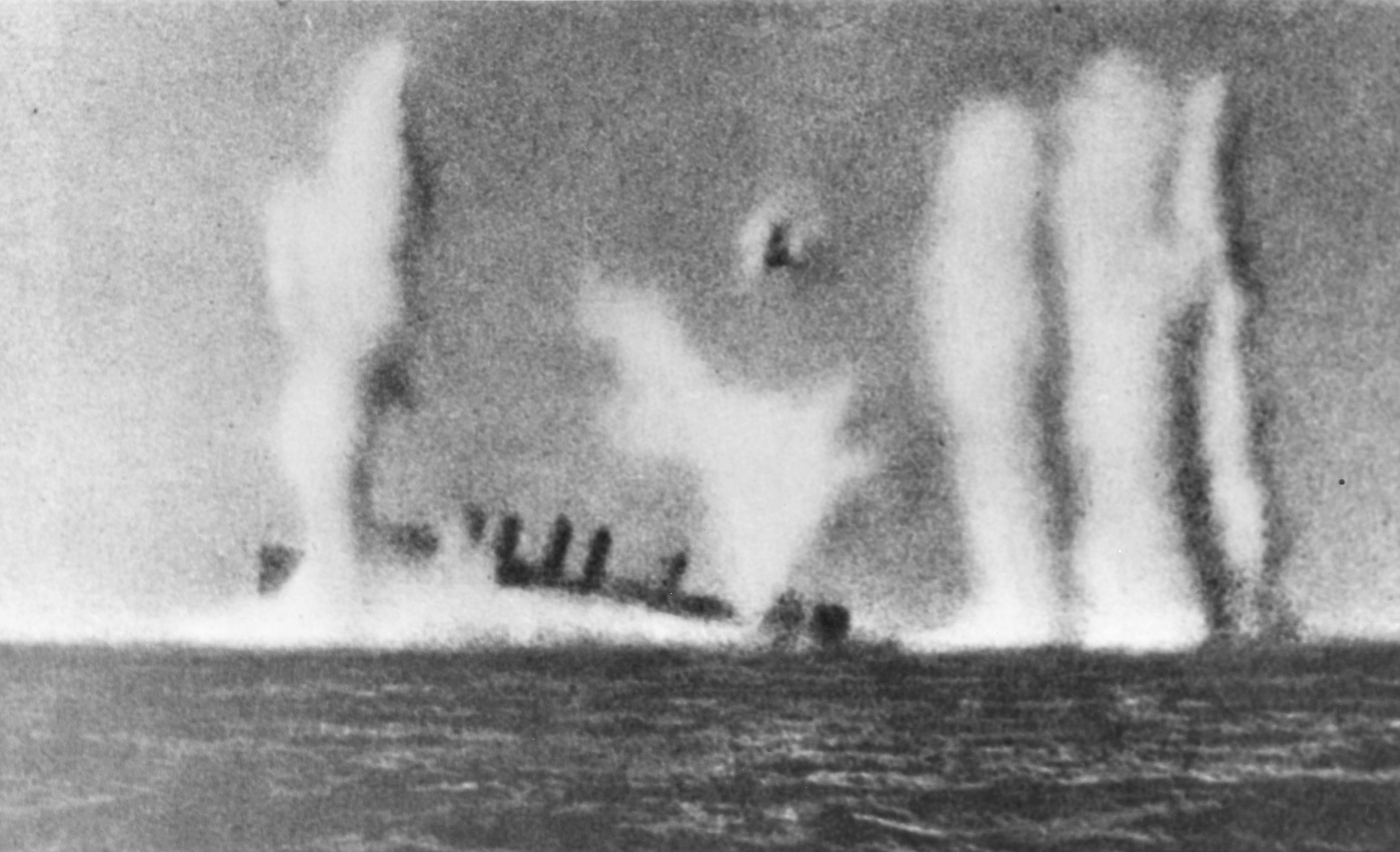
Hr. Ms. Pope zinkt ten zuiden van Java bij de Slag in de Straat Badoeng

In het begin van de 20e eeuw ontwikkelde Japan zich snel. Nieuwe technieken zorgden voor een hogere productiviteit en een sterkere positie op de wereldmarkt. Het leger en de vloot werden ingericht naar Europees voorbeeld. De spanningen met Europese landen namen  toe en Japan begon aan zijn verovering van Zuidoost-Azië. Het "Rijk van de Rijzende Zon" annexeerde onder andere Formosa (1896), Korea (1910) en delen van Mantsjoerije (1932).
Met de groei van de Japanse economie was ook de handel met de Indische Archipel gegroeid. Een derde van de door Nederlands-Indië geïmporteerde gebruiksgoederen kwam uit Japan. Japan had al verschillende pogingen gedaan om meer grondstoffen uit de Indische Archipel te bemachtigen. Zo kregen de Japanners in 1930 een aandeel in de oliewinning van de Britse oliemaatschappij British Malayan Petroleum Company in Borneo. Ook op andere plekken in de Archipel investeerden Japanners in de industrie. Deze ontwikkelingen werden echter met veel kritiek ontvangen van Nederlandse kant, omdat vermoed werd dat Japan uit was op territoriale expansie. Er werd in 1933 een inlichtingensysteem opgezet om dit te onderzoeken. Ook werden er heffingen ingesteld om de invoer uit Japan te verlagen en zo de invoer uit Nederland te vergroten. Deze maatregelen zorgden ervoor dat Japan ongeduldiger werd in zijn poging om invloed over de Archipel te vergroten.
Nederland had zich lang vastgehouden aan zijn neutraliteit en de autoriteiten waren tot het uiterste gegaan om Duitsland en Japan niet te kwetsen. Toen Nederland uiteindelijk toch bezet werd in mei 1940 werd het gouvernement in Batavia aan zichzelf overgelaten. In werkelijkheid hadden de kolonie en vooral de inheemse bevolking weinig eigen zeggenschap meer; in Londen, Washington en Tokio werd over het lot van de Archipel beslist. Versterking van het leger en aanvoer van goederen uit Europa waren nauwelijks beschikbaar. De vier Duitse schepen die sinds september 1939 in de haven van Sabang lagen werden geconfisqueerd en bijna 2.800 Duitsers en mogelijke nazisympathisanten werden geïnterneerd. 

### KNIL
Het Koninklijk Nederlandsch-Indisch Leger telde in 1940 ongeveer 40.000 man. Het KNIL was voornamelijk een politieleger dat met karabijn en klewang plaatselijke onrust moest bestrijden. De reorganisatie naar een echt leger om buitenlandse machten te bestrijden was in 1941 nog verre van voltooid. De officieren waren bijna allemaal Europees. Bij de manschappen van het leger was meer dan 70 procent inheems. Het was niet duidelijk of zij de kolonie zouden verdedigen tegen Japan. Er waren 32.000 dienstplichtigen met Nederlandse nationaliteit bijgekomen samen met een aantal vrijwilligers, waardoor het KNIL werd uitgebreid. Nederlands-Indië had echter nauwelijks een wapenindustrie, en invoer van goederen uit Europa was vrijwel onmogelijk.

### Onderhandelingen
Na het uitbreken van de Tweede Wereldoorlog in Europa probeerden de Geallieerden Japan te isoleren. Op 27 september 1940 sloten Duitsland, Italië en Japan een alliantie, de As. Japan kreeg de vrije hand in Azië. Japan was echter nog niet klaar voor een groot offensief en dus gaf Tokio de voorkeur aan 'vreedzame penetratie'. Zo dwong Japan onder andere een hogere olieleverantie van Nederlands-Indië. De druk op de kolonie nam toe. In juni 1941 werden de onderhandelingen afgebroken, waarna oorlog onvermijdelijk werd.

### Motieven voor de verovering
Toegang tot de oliebronnen (en andere grondstoffen) was het belangrijkste oorlogsdoel van de Japanners, omdat Japan zelf weinig olievoorraden had. Het kon niet meer produceren dan 10% van wat het uiteindelijk nodig had voor zijn militaire doeleinden, zelfs niet met het extraheren van olieschalie, wat te Mantsjoerije gedaan werd en waarbij gebruik werd gemaakt van het zogenaamde Fushun-proces. Japan verloor 93% van zijn olietoevoer toen president Roosevelt op 6 juli 1941 beval om alle Japanse tegoeden te bevriezen en een embargo zette op alle olietransporten naar Japan, als onderdeel van de eerder genoemde tactiek van isolatie. De Nederlandse regering in Londen verbrak, na een dringend verzoek daartoe van de geallieerden en met de steun van Koningin Wilhelmina, haar economisch verdrag met Japan en sloot zich in augustus aan bij het embargo van de geallieerden. Japan had toen nog maar oliereserves voor anderhalf jaar. Omdat een oorlogsverklaring van de Verenigde Staten erg waarschijnlijk was als Japan Nederlands-Indië aan zou vallen, maakte Japan plannen om de Amerikaanse vloot preventief te vernietigen. Op 7 december 1941 volgde uit die voornemens de aanval op Pearl Harbor.

### Oorlogsverklaring
De Nederlandse regering in Londen verklaarde Japan op 8 december 1941 de oorlog. Japan reageerde aanvankelijk met de mededeling dat het niet met Nederland in oorlog was. Toen begon Nederland vanaf 10 december 1941 Japanse koopvaardijschepen te torpederen. Toen dat bleef doorgaan reageerde Japan met een ultimatum van 28-12-1941. Er wordt gesteld dat Japan al voor de oorlog besloten had tot een invasie van Nederlands Indië. Dit is onjuist, aangezien Japan langdurig via onderhandelingen geprobeerd heeft meer olie geleverd te krijgen. Pas na het mislukken daarvan en voortgaande oorlogshandelingen van Nederland zocht het een manier om in het bezit ervan te komen. Nederlands-Indië was namelijk de op drie na grootste exporteur van olie (na de Verenigde Staten, Iran en Roemenië). Japan zond vier zware en een licht vliegdekschip samen met vier snelle slagschepen van de Kongō-klasse, 13 zware kruisers en een groot aantal lichte kruisers en torpedobootjagers ter ondersteuning van de amfibische oorlogvoering; in aanvulling deed het aanvallen op steden, marine-etablissementen en schepen in de wateren bij Nederlands-Indië en in het Indische Oceaan-gebied.

## De aanval
De algemene mobilisatie werd direct na de oorlogsverklaring aangekondigd. Generaal Hisaichi Terauchi (ook bekend als graaf Terauchi), commandant van het Zuidelijke Leger, begon daarop met aanvallen op Borneo; op 17 december landden Japanse troepen bij Miri, een productiecentrum van olie in het noordelijk gedeelte van Sarawak; deze aanval werd gesteund door een oorlogsschip, vliegdekschip, drie kruisers en vier torpedobootjagers.
Japan vervolgde de strijd met luchtaanvallen op sleutelposities en verkreeg vervolgens suprematie in het luchtruim. De luchtaanvallen werden gevolgd door landingen op verschillende plaatsen, met name op vliegvelden en andere belangrijke strategische posities. In aanvulling op de landing bij Miri vonden tussen 15 december 1941 en 19 januari 1942 landingen plaats te Seria, Kuching, Jesselton en Sandakan. Nadat deze objecten veroverd waren was het plan van de Japanners de strijd naar het zuiden uit te breiden. Hierbij zetten zij de Eastern Force, Centre Force en Western Force in. Het doel hiervan was direct de oliereserves in Nederlands-Indië in bezit te krijgen. De Eastern Force moest naar Jolo en Davao City optrekken en vervolgens Celebes, Ambon en Timor veroveren, waarbij ze tevens de flank van de Centre Force dekte. De Centre Force had als opdracht om de olievelden en luchthavens op Tarakan en Balikpapan in te nemen. Beide groepen dienden de Western Force te ondersteunen, die intussen de olieraffinaderijen en vliegvelden te Palembang aanviel. Deze gecombineerde Japanse aanval begon op 11 januari met de landing te Tarakan.

Om de strijd tegen de Japanners te coördineren voegden de Engelse, Nederlandse, Amerikaanse en Australische regeringen de aanwezig zee- en landmachttroepen samen in het American-British-Dutch-Australian Command (ABDA). Dit commando werd in werking gesteld op 15 januari en tot zijn commandant werd veldmaarschalk Archibald Wavell benoemd. Overige belangrijke commandanten waren luchtmachtcommandant George Brett, Henry Pownall (chef van de staf), Thomas C. Hart (zeemacht), Hein ter Poorten (grondtroepen) en Richard Peirse (luchtmacht). Hoewel de troepen samenwerkten hadden ze ieder eigen ideeën over hoe de oorlog gevoerd moest worden. De Engelsen wilden vooral het grondgebied van Singapore en de oostelijke ingangen naar de Indische Oceaan (de weg naar Ceylon en Brits-Indië) beschermen, de Amerikanen en Australiërs wilden niet dat er werd geavanceerd tot in zuidwest Azië, omdat dit te veel troepen zou kosten die dan niet beschikbaar waren voor een tegenaanval en Nederland zag Java en Sumatra ("het tweede thuisland, waar men al drie eeuwen geleefd en gehandeld had") als de meest belangrijke punten om te verdedigen.

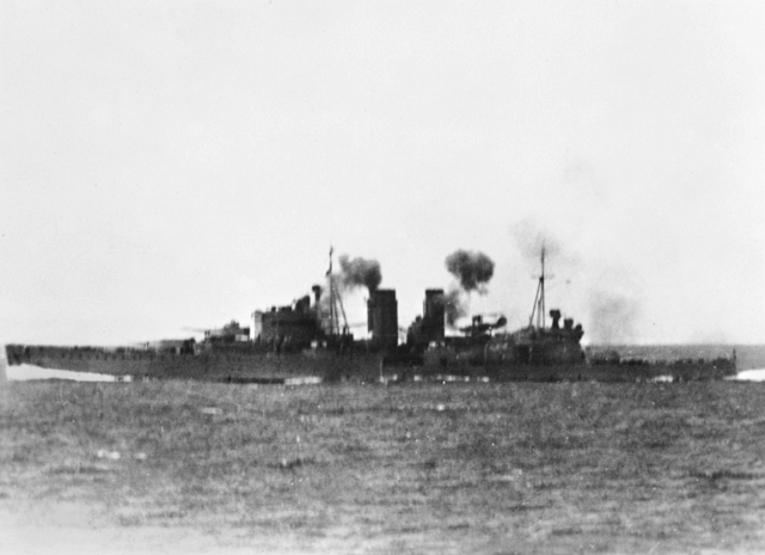
Hr. Ms. Exeter onder vuur, februari 1942

Maar zelfs de kracht der gecombineerde strijdkrachten kon de Japanse opmars niet stuiten of zelfs maar vertragen. Dit was deels te wijten aan de veel grotere Japanse strijdmacht. Om de strijd aan te binden met de offensieve Japanse marine strijdmacht had de ABDA een groot aantal schepen beschikbaar, waaronder die van de United States Asiatic Fleet (die net klaar was met het werk in de Filipijnen), een paar Amerikaanse en Australische schepen en Nederlandse marine-eenheden, die eerder dienst hadden gedaan in Nederlands-Indië. De belangrijke zeekracht bestond uit het vliegdekschip Langley en de torpedobootjager Childs, twee zware kruisers (Houston en Exeter), zeven lichte kruisers (de De Ruyter, Java, Tromp, Marblehead, Boise, Hobart en de Perth), 22 torpedobootjagers en, waarschijnlijk nog het meest belangrijke deel van de vloot, 25 Amerikaanse en Nederlandse onderzeeboten (hoewel de Nederlandse schepen in slechte toestand verkeerden). De vloot had zijn basis op Java en moesten de centrale en westelijke zijde van de driehoofdige Japanse aanvalskracht aanvallen. Die Japanse strijdkracht was in het centrum opgebouwd uit de lichte kruiser Ryujo, de vliegdekschepen Sanyo Maru en Sanuki Maru, drie lichte kruisers en zestien torpedobootjagers. De westelijke macht was samengesteld uit vijf zware kruisers en zeven torpedobootjagers. Daar kwamen nog eens vier vliegdekschepen (Akagi, Kaga, Hiryu en Soryu) en vier Kongō-klasse slagschepen bij.
Tarakan werd op 13 januari veroverd; de Japanners gebruikten het vliegveld aldaar al vanaf 17 januari als een vooruitgeschoven luchtmachtbasis en veroverden Balikpapan op 26 januari. Het Nederlandse garnizoen had in beide gevallen voor de verovering door de Japanners de oliebronnen verwoest; verscheidene Japanse schepen waren vernietigd of ernstig beschadigd door marine- en luchtaanvallen van de geallieerde troepen maar de Nederlandse troepen werden in beide gevallen tot overgave gedwongen. Op 28 januari hadden de Japanners het vliegveld van Balikpapan veroverd en konden gevechtsvluchten van daar uit plaatsvinden. Manado (Celebes) werd veroverd op 11 januari, Kendari op 24 januari en Makassar op 9 februari. Op 10 februari viel Bandjarmasin, de hoofdstad van Nederlands Borneo en vervolgens Bali op 19 februari. Het vliegveld aldaar werd gebruikt om de zeeroute tussen Australië en Java vanuit de lucht te beheersen. Toen februari aanbrak waren de Japanse troepen geland op Sumatra en bewerkstelligden zij een nationalistische opstand te Atjeh.
Vrijwel alle delen van de geallieerde marine werden vernietigd tijdens de Eerste Slag in de Javazee, in de Straat van Soenda en in de Tweede Slag in de Javazee. Het enige Amerikaanse schip, groter dan een torpedobootjager, dat de veldslagen overleefde was de kruiser Marblehead. Daarnaast werden de geallieerde troepen op het vasteland spoedig verslagen en zelfs het meest volhardende verzet werd binnen twee maanden na de eerste aanvallen tot zwijgen gebracht. Alleen op Timor duurde de strijd langer. Het ABDA-commando viel uiteen om 1 uur 's nachts op 1 maart, minder dan twee maanden na de formatie ervan, toen admiraal Conrad Helfrich (gouverneur-generaal van Nederlands-Indië) zijn ambt neerlegde. Geallieerde operaties in Nederlands-Indië, behalve op Sumatra, werden later voortgezet door het South West Pacific Area-commando onder generaal Douglas MacArthur.

### Overgave
Op 1 maart 1942 begon de Japanse aanval op Java, en op 5 maart 1942 trokken Japanse troepen zegevierend Batavia binnen. De volgende dag slaagden zij er in bij Bandoeng een doorbraak te forceren. Op 8 maart werd het bombardement op Soekaboemi uitgevoerd, teneinde het KNIL hun doortocht vanaf Batavia naar de Hoogvlakte van Bandoeng te verhinderen. Ten slotte bezetten zij op diezelfde dag Soerabaja. Hierna was Java in Japanse handen. Generaal Hein ter Poorten accepteerde de Japanse eisen voor overgave. Op 9 maart ondertekende hij de capitulatie van het KNIL in Kalidjati bij Bandoeng. Hij bracht om 7.45 uur de bevolking via de radio op de hoogte. In verschillende Javaanse steden was enige tijd sprake van grootschalige plundering van Europese en Chinese eigendommen. Hier en daar vielen moslims Europese en Javaanse christenen aan. Het duurde enkele weken voordat het Japanse leger de rust had hersteld.

## Nasleep
De geallieerde troepen deden tijdens de oorlog geen poging het verloren terrein op Java, Bali, Sumatra of Timor te herwinnen. De Japanse bezetting van deze eilanden gaf zich over bij het einde van de Tweede Wereldoorlog. Het grootste gedeelte van het Japanse militaire personeel en civiele koloniale administrateurs werd in de loop van de oorlog gerepatrieerd naar Japan. Een aantal, dat verdacht werd van oorlogsmisdaden, bleef achter en werd later voor het gerecht gedaagd. Ongeveer 1.000 Japanse soldaten deserteerden van hun eenheden en doken onder. Veel van deze soldaten ondersteunden later de leiders van de Republiek Indonesië tijdens de Indonesische Revolutie.

## Veldslagen tijdens de bezetting van Nederlands-Indië door Japan
| Oorlog in Nederlands-Indië |
|                            |

## Afbeeldingen

Kaart van de oorlog in Nederlands Indië in 1942
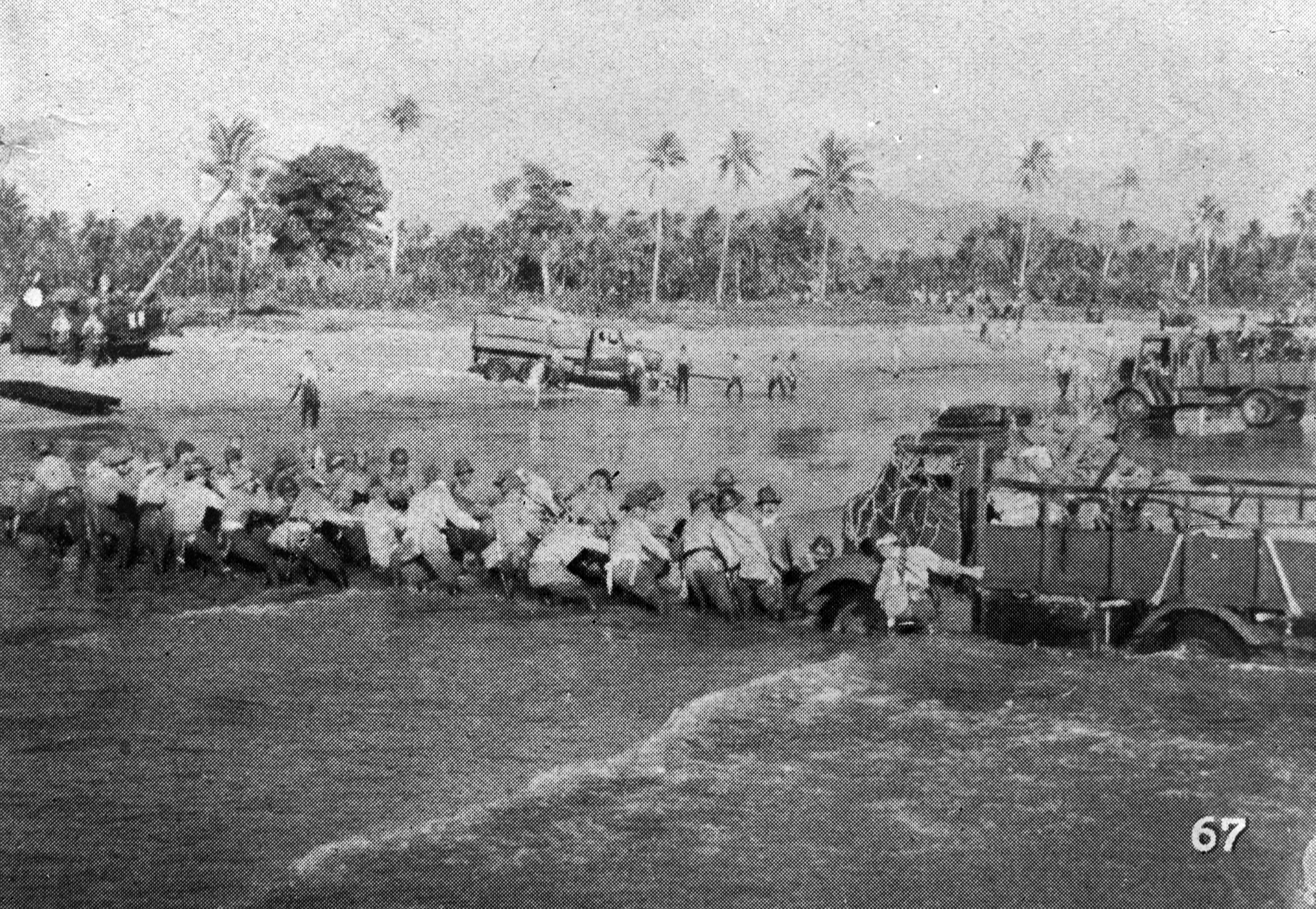
Japanse aanval op Java
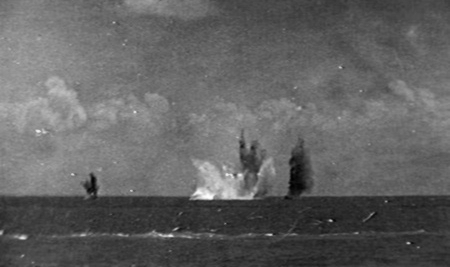
Amerikaanse torpedobootjagers onder Japans vuur
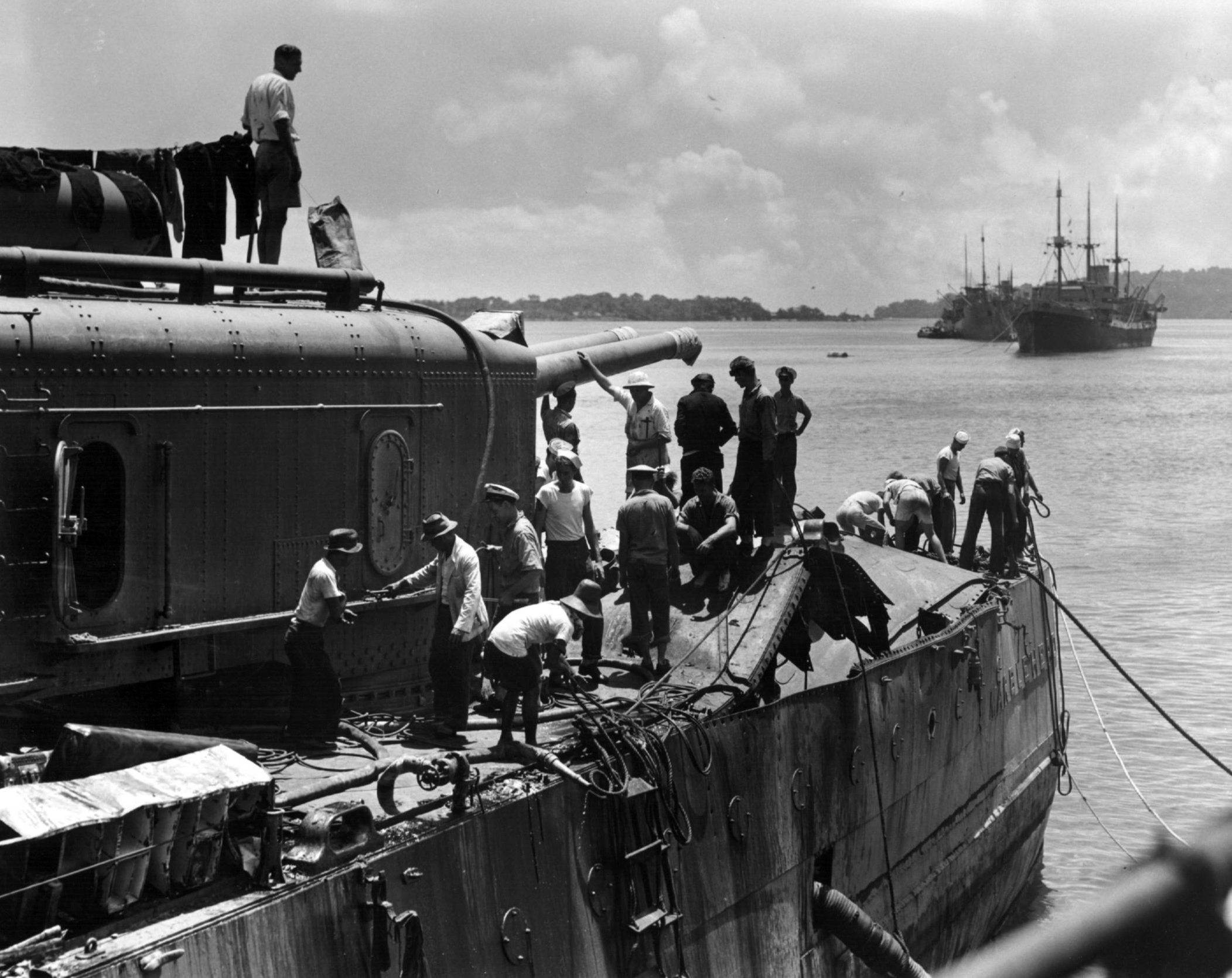
Amerikaanse lichte kruiser USS Marblehead (CL-12) zwaar beschadigd door de Japanners

Azië in de Tweede Wereldoorlog · Verovering van Nederlands-Indië door Japan · Japanse bezetting van Nederlands-Indië · Invasie van Sumatra in 1942 · Verovering van Atjeh door Japan · Strijd om Palembang · Slag om Borneo · Slag om Balikpapan · Verovering van Bandjermasin (1942) · Strijd om Tarakan (1942) · Strijd om Tarakan (1945) · Strijd om Borneo (1945) · Strijd om Noord-Borneo · Strijd om Balikpapan (1945) · Slag in de Straat van Soenda · Eerste Slag in de Javazee · Tweede Slag in de Javazee · Slag om Java · Slag in de Straat Badoeng · Strijd om Celebes · Guerrillaoorlog van het Indische leger op Nieuw-Guinea · Overakker-complot · Nederlandse verzets- en guerrillagroeperingen in Nederlands-Indië · Slag bij Straat Makassar · Slag bij Manado · Slag om Ambon · Japanse bezetting van Saparoea · Slag om Timor · Verovering van de Riau-archipel · Aanval op Broome · Laatste vlucht van KNILM PK-AFV  · Strijd om Soerabaja (1945)